# Premio The Story
Il premio The Story è un riconoscimento assegnato annualmente alla migliore raccolta di racconti scritta in inglese e pubblicata per la prima volta negli Stati Uniti l'anno precedente.
Istituito nel 2004 dalla filantropa Julie Lindsey e dall'editore Larry Dark, è sponsorizzato dalla Fondazione Chisholm e riconosce al vincitore un premio di 20000 dollari e a ciascuno dei finalisti un assegno di 5000 dollari.

## Albo d'oro
In grassetto i vincitori
2024
- Fiona McFarlane, Highway 13[5]
- Ruben Reyes Jr., There Is a Rio Grande in Heaven
- Jessi Jezewska Stevens, Ghost Pains

2023
- Paul Yoon, The Hive and the Honey[6]
- Yiyun Li, Wednesday's Child
- Bennett Sims, Other Minds and Other Stories

2022
- Ling Ma, La donna che scompare (Bliss Montage)[7]
- Andrea Barrett, Natural History
- Morgan Talty, Night of the Living Rez

2021
- Brandon Taylor, Filthy Animals[8]
- Lily King, Cinque martedì d'inverno (Five Tuesdays in Winter)
- J. Robert Lennon, Let Me Think

2020
- Deesha Philyaw, La vita segreta delle ragazze di chiesa (The Secret Lives of Church Ladies)[9]
- Sarah Shun-lien Bynum, Likes
- Danielle Valore Evans, L'ufficio delle correzioni storiche (The Office of Historical Corrections)

2019
- Edwidge Danticat, La vita dentro (Everything Inside)[10]
- Kali Fajardo-Anstine, Sabrina & Corina  (Sabrina & Corina)
- Zadie Smith, Grand Union: storie (Grand Union)

2018
- Lauren Groff, Florida[11]
- Jamel Brinkley, A Lucky Man
- Deborah Eisenberg, Your Duck Is My Duck

2017
- Elizabeth Strout, Tutto è possibile (Anything Is Possible)
- Daniel Alarcón, The King Is Always Above the People
- Ottessa Moshfegh, Nostalgia di un altro mondo (Homesick for Another World)

2016
- Rick Bass, For a Little While
- Anna Noyes, Goodnight, Beautiful Women
- Helen Maryles Shankman, They Were Like Family to Me

2015
- Adam Johnson, La fortuna ti sorride (Fortune Smiles)
- Charles Baxter, Vorrei che tu facessi una cosa per me (There’s Something I Want You to Do)
- Colum McCann, Tredici modi di guardare (Thirteen Ways of Looking)

2014
- Elizabeth McCracken, Thunderstruck & Other Stories
- Francesca Marciano, Isola grande Isola piccola (The Other Language)
- Lorrie Moore, Bark

2013
- George Saunders, Dieci dicembre (Tenth of December: Stories)
- Andrea Barrett, Arcangelo (Archangel)
- Rebecca Lee, Lince rossa e altre storie (Bobcat)

2012
- Claire Vaye Watkins, Nevada (Battleborn)
- Dan Chaon, Stay Awake
- Junot Díaz, È così che la perdi (This Is How You Lose Her)

2011
- Steven Millhauser, We Others: New and Selected Stories
- Don DeLillo, L'angelo Esmeralda (The Angel Esmeralda)
- Edith Pearlman, Visione binoculare (Binocular Vision)

2010
- Anthony Doerr, Memory Wall
- Yiyun Li, Ragazzo d'oro, ragazza di smeraldo (Gold Boy, Emerald Girl)
- Suzanne Rivecca, Death Is Not an Option

2009
- Daniyal Mueenuddin, Altre stanze, altre meraviglie (In Other Rooms, Other Wonders)[12]
- Victoria Patterson, Drift
- Wells Tower, Tutto bruciato, tutto devastato (Everything Ravaged, Everything Burned)

2008
- Tobias Wolff, La nostra storia comincia (Our Story Begins)
- Jhumpa Lahiri, Una nuova terra (Unaccustomed Earth)
- Joe Meno, Demons in the Spring

2007
- Jim Shepard, Like You'd Understand, Anyway
- Tessa Hadley, Sunstroke and Other Stories
- Vincent Lam, Bloodletting & Miraculous Cures

2006
- Mary Gordon, The Stories of Mary Gordon
- Rick Bass, The Lives of Rocks
- George Saunders, Nel paese della persuasione (In Persuasion Nation)

2005
- Patrick O'Keeffe, The Hill Road
- Jim Harrison, The Summer He Didn't Die
- Maureen F. McHugh, Mothers and other Monsters

2004
- Edwidge Danticat, Il profumo della rugiada all'alba (The Dew Breaker)
- Cathy Day, The Circus in Winter
- Joan Silber, Ideas of Heaven